# Садова сільська рада (Нижньогірський район)
Садо́ва сільська́ ра́да — адміністративно-територіальна одиниця та орган місцевого самоврядування в Нижньогірському районі Автономної Республіки Крим. Адміністративний центр — село Садове.

## Загальні відомості
- Населення ради: 3 597 осіб (станом на 2001 рік)

## Населені пункти
Сільській раді підпорядковані населені пункти:
- с. Садове
- с. Кукурудзяне
- с. Сєрове

## Склад ради
Рада складається з 22 депутатів та голови.
- Голова ради: Шляхова Ганна Олексіївна
- Секретар ради: Демченко Ольга Іванівна

### Керівний склад попередніх скликань
| Прізвище, ім'я, по батькові | Основні відомості                                                               | Дата обрання | Дата звільнення |
| --------------------------- | ------------------------------------------------------------------------------- | ------------ | --------------- |
| Абрамов Євгеній Дмитрович   | Сільський голова, 1957 року народження, член Народної партії                    | 26.03.2006   | 31.10.2010      |
| Шляхова Ганна Олексіївна    | Сільський голова, 1942 року народження, освіта середня спеціальна, позапартійна | 31.10.2010   |                 |

Примітка: таблиця складена за даними сайту Верховної Ради України

### Депутати
За результатами місцевих виборів 2010 року депутатами ради стали:

#### За суб'єктами висування
| Суб'єкт висування                 | Кількість обраних депутатів | %    |
| --------------------------------- | --------------------------- | ---- |
| Самовисування                     | 14                          | 63,6 |
| Партія регіонів                   | 6                           | 27,3 |
| Партія «Союз»                     | 1                           | 4,5  |
| Політична партія «Союз Лівих Сил» | 1                           | 4,5  |

#### За округами
| № округу                          | Прізвище, ім'я, по батькові       | Дата визнання обраним | Освіта  | Партійна приналежність | Відомості про обраного депутата                                                                          |
| --------------------------------- | --------------------------------- | --------------------- | ------- | ---------------------- | --- |
| Партія регіонів                   |                                   |                       |         |                        | |
| 2                                 | Джейранов Геніслав Геннадійович   | 04.11.2010            | середня | член Партії регіонів   | тимчасово не працює                                                                                      |
| 3                                 | Андрієвський Володимир Михайлович | 04.11.2010            | вища    | член Партії регіонів   | приватний підприємець                                                                                    |
| 5                                 | Джейранов Фрідон Йосипович        | 04.11.2010            | середня | член Партії регіонів   | тимчасово не працює                                                                                      |
| 13                                | Дерегузов Олександр Петрович      | 04.11.2010            | середня | член Партії регіонів   | пенсіонер                                                                                                |
| 16                                | Шевченко Галина Петрівна          | 04.11.2010            | середня | член Партії регіонів   | пенсіонер                                                                                                |
| 18                                | Гладун Людмила Василівна          | 04.11.2010            | середня | член Партії регіонів   | тимчасово не працює                                                                                      |
| Партія «Союз»                     |                                   |                       |         |                        | |
| 20                                | Бабенко Семен Павлович            | 04.11.2010            | середня | позапартійний          | Садовська загальноосвітня школа, вчитель                                                                 |
| Політична партія «Союз Лівих Сил» |                                   |                       |         |                        | |
| 19                                | Шаповалов Олександр Сергійович    | 04.11.2010            | вища    | позапартійний          | тимчасово не працює                                                                                      |
| Самовисування                     |                                   |                       |         |                        | |
| 1                                 | Смирнова Олена Валентинівна       | 04.11.2010            | середня | позапартійна           | фермерське господарство «Веста», агроном                                                                 |
| 4                                 | Амєтов Гулівер Закірович          | 04.11.2010            | середня | позапартійний          | тимчасово не працює                                                                                      |
| 6                                 | Гладун Ксенія Євгенівна           | 04.11.2010            | середня | позапартійна           | Садовська загальноосвітня школа, лаборант                                                                |
| 7                                 | Стеценко Валентина Олександрівна  | 04.11.2010            | середня | член Партії «Союз»     | тимчасово не працює                                                                                      |
| 8                                 | Демченко Ольга Іванівна           | 04.11.2010            | вища    | позапартійна           | Садовська сільська рада, секретар                                                                        |
| 9                                 | Каліна Галина Іванівна            | 04.11.2010            | вища    | позапартійна           | тимчасово не працює                                                                                      |
| 10                                | Калафатова Діляра Ідрісівна       | 04.11.2010            | вища    | позапартійна           | Садовська вечірня школа, директор                                                                        |
| 11                                | Умерадже Шевхі Аджимадієвич       | 04.11.2010            | середня | позапартійний          | тимчасово не працює                                                                                      |
| 12                                | Козлова Тетяна Миколаївна         | 04.11.2010            | вища    | член Партії регіонів   | тимчасово не працює                                                                                      |
| 14                                | Бондаренко Ольга Володимирівна    | 04.11.2010            | середня | позапартійна           | Кримське Республіканське управління «Центр медико-соціальної реабілітації неповнолітніх», медична сестра |
| 15                                | Мезенцева Світлана Романівна      | 04.11.2010            | середня | позапартійна           | Садовська сільська рада, землевпорядник                                                                  |
| 17                                | Савенко Галина Іванівна           | 04.11.2010            | середня | позапартійна           | Кримське Республіканське управління «Центр медико-соціальної реабілітації неповнолітніх», медична сестра |
| 21                                | Хоміч Віталій Федотович           | 04.11.2010            | середня | позапартійний          | Садовська сільська рада, водій                                                                           |
| 22                                | Каминіна Олена Василівна          | 04.11.2010            | середня | позапартійна           | Кримське Республіканське управління «Центр медико-соціальної реабілітації неповнолітніх», медична сестра |